# Səbail FK
Der Səbail Futbol Klubu ist ein aserbaidschanischer Fußballverein aus Baku.

## Geschichte
Der Verein wurde 2016 gegründet. Die erste Saison absolvierte die Mannschaft in der Birinci Divizionu. Dort erreichten sie den zweiten Platz und stiegen auf. Seit 2017 spielen sie nun in der Premyer Liqası.

## Europapokalbilanz
| Saison  | Wettbewerb         | Runde                  | Gegner                   | Gesamt | Hin     | Rück    |
| ------- | ------------------ | ---------------------- | ------------------------ | ------ | ------- | ------- |
| 2019/20 | UEFA Europa League | 1. Qualifikationsrunde | CS Universitatea Craiova | 4:6    | 2:3 (H) | 2:3 (A) |

Gesamtbilanz: 2 Spiele, 2 Niederlagen, 4:6 Tore (Tordifferenz −2)